# Llista de topònims de Ciutadilla
Llista de topònims (noms propis de lloc) del municipi de Ciutadilla, a l'Urgell
Informació actualitzada per un bot. Els canvis manuals es perdran quan s'actualitzi!

## cabana
| imatge | Nom                          | Ubicat a   | instància de | Detalls | coordenades                                                         | Protecció | Commons (més fotos) | Dades a WD                    |
| ------ | ---------------------------- | ---------- | ------------ | ------- | ------------------------------------------------------------------- | --------- | ------------------- | ----------------------------- |
|        | cabana del Josepó            | Ciutadilla | cabana       |         | 41° 32′ 05″ N, 1° 09′ 37″ E / 41.5346933782008°N,1.16022468599823°E |           |                     | Modifica les dades a Wikidata |
|        | cabana del Tarroja           | Ciutadilla | cabana       |         | 41° 32′ 09″ N, 1° 08′ 07″ E / 41.5358765005221°N,1.13526967380889°E |           |                     | Modifica les dades a Wikidata |
|        | cabana del Tomàs de Belltall | Ciutadilla | cabana       |         | 41° 31′ 20″ N, 1° 08′ 49″ E / 41.5221864646786°N,1.14698842784192°E |           |                     | Modifica les dades a Wikidata |
|        | cabana dels Caçadors         | Ciutadilla | cabana       |         | 41° 32′ 17″ N, 1° 08′ 56″ E / 41.5381054284287°N,1.14890751062791°E |           |                     | Modifica les dades a Wikidata |
|        | corral del Claro             | Ciutadilla | cabana       |         | 41° 31′ 52″ N, 1° 08′ 46″ E / 41.5311063169144°N,1.14606258294977°E |           |                     | Modifica les dades a Wikidata |
|        | corral del Crua              | Ciutadilla | cabana       |         | 41° 34′ 18″ N, 1° 08′ 19″ E / 41.571712957352°N,1.1385715430612°E   |           |                     | Modifica les dades a Wikidata |
|        | corral del Rasuet            | Ciutadilla | cabana       |         | 41° 31′ 49″ N, 1° 09′ 13″ E / 41.5303972318634°N,1.15349032486422°E |           |                     | Modifica les dades a Wikidata |
|        | era del Banyeta              | Ciutadilla | cabana       |         | 41° 31′ 23″ N, 1° 09′ 36″ E / 41.5231794205798°N,1.16002363103229°E |           |                     | Modifica les dades a Wikidata |
|        | era del Poble                | Ciutadilla | cabana       |         | 41° 31′ 58″ N, 1° 07′ 44″ E / 41.532900518403°N,1.12894230076661°E  |           |                     | Modifica les dades a Wikidata |
|        | pallissa del Ferreret        | Ciutadilla | cabana       |         | 41° 32′ 06″ N, 1° 09′ 03″ E / 41.5351374212666°N,1.15085016531926°E |           |                     | Modifica les dades a Wikidata |

## casa
| imatge | Nom           | Ubicat a   | instància de | Detalls                     | coordenades                                                                                              | Protecció                                  | Commons (més fotos)     | Dades a WD                    |
| ------ | ------------- | ---------- | ------------ | --------------------------- | --- | ------------------------------------------ | ----------------------- | ----------------------------- |
|        | Cal Freixador | Ciutadilla | casa         | Estil: gòtic tardà          | 41° 33′ 41″ N, 1° 08′ 23″ E / 41.561363888889°N,1.1397472222222°E ca:Carrer Major, 8 513 msnm            | bé integrant del patrimoni cultural català | Cal Freixador           | Modifica les dades a Wikidata |
|        | Cal Maimó     | Ciutadilla | casa         | Estil: gòtic tardà          | 41° 33′ 42″ N, 1° 08′ 21″ E / 41.561577777778°N,1.1390277777778°E ca:Plaça Major, 2 510 msnm             | bé integrant del patrimoni cultural català | Cal Maimó               | Modifica les dades a Wikidata |
|        | Casa Valls    | Ciutadilla | casa         | Estil: arquitectura popular | 41° 33′ 42″ N, 1° 08′ 20″ E / 41.561644444444°N,1.1388111111111°E ca:Carrer de Sant Miquel, 1-3 509 msnm | bé cultural d'interès local                | Casa Valls (Ciutadilla) | Modifica les dades a Wikidata |

## església
| imatge | Nom                       | Ubicat a   | instància de     | Detalls                                             | coordenades                                                   | Protecció                                  | Commons (més fotos)       | Dades a WD                    |
| ------ | ------------------------- | ---------- | ---------------- | --------------------------------------------------- | ------------------------------------------------------------- | ------------------------------------------ | ------------------------- | ----------------------------- |
|        | Sant Miquel de Ciutadilla | Ciutadilla | església         | Estil: arquitectura gòtica arquitectura neoclàssica | 41° 33′ 42″ N, 1° 08′ 25″ E / 41.561538°N,1.140388°E 518 msnm | bé integrant del patrimoni cultural català | Sant Miquel de Ciutadilla | Modifica les dades a Wikidata |
|        | Sant Roc                  | Ciutadilla | església capella |                                                     | 41° 32′ 32″ N, 1° 08′ 23″ E / 41.542321°N,1.139814°E 623 msnm |                                            |                           | Modifica les dades a Wikidata |

## font
| imatge | Nom                        | Ubicat a   | instància de | Detalls                     | coordenades                                                                | Protecció                                  | Commons (més fotos)        | Dades a WD                    |
| ------ | -------------------------- | ---------- | ------------ | --------------------------- | -------------------------------------------------------------------------- | ------------------------------------------ | -------------------------- | ----------------------------- |
|        | Font pública de Ciutadilla | Ciutadilla | font         | Estil: arquitectura popular | 41° 33′ 42″ N, 1° 08′ 24″ E / 41.561702777778°N,1.1399805555556°E 515 msnm | bé integrant del patrimoni cultural català | Font pública de Ciutadilla | Modifica les dades a Wikidata |
|        | font del Tarroja           | Ciutadilla | font         |                             | 41° 33′ 15″ N, 1° 08′ 37″ E / 41.5541344669843°N,1.1436898370044°E         |                                            |                            | Modifica les dades a Wikidata |

## masia
| imatge | Nom                 | Ubicat a   | instància de | Detalls | coordenades                                                         | Protecció | Commons (més fotos) | Dades a WD                    |
| ------ | ------------------- | ---------- | ------------ | ------- | ------------------------------------------------------------------- | --------- | ------------------- | ----------------------------- |
|        | Cal Daran           | Ciutadilla | masia        |         | 41° 33′ 34″ N, 1° 08′ 35″ E / 41.559485222459°N,1.1431769258037°E   |           |                     | Modifica les dades a Wikidata |
|        | Cal Janet           | Ciutadilla | masia        |         | 41° 33′ 33″ N, 1° 08′ 17″ E / 41.5591593640728°N,1.13806586803929°E |           |                     | Modifica les dades a Wikidata |
|        | Cal Pardal          | Ciutadilla | masia        |         | 41° 32′ 58″ N, 1° 09′ 04″ E / 41.5493456463852°N,1.15112862622822°E |           |                     | Modifica les dades a Wikidata |
|        | Cal Serret          | Ciutadilla | masia        |         | 41° 33′ 31″ N, 1° 08′ 11″ E / 41.5585012126208°N,1.13635800086472°E |           |                     | Modifica les dades a Wikidata |
|        | Hostal del Cadet    | Ciutadilla | masia        |         | 41° 32′ 55″ N, 1° 08′ 34″ E / 41.5485271833121°N,1.14281919489903°E |           |                     | Modifica les dades a Wikidata |
|        | Masia Relat de Dalt | Ciutadilla | masia        |         | 41° 31′ 09″ N, 1° 09′ 43″ E / 41.5190850852373°N,1.16194924966438°E |           |                     | Modifica les dades a Wikidata |
|        | Torre del Moi       | Ciutadilla | masia        |         | 41° 32′ 03″ N, 1° 08′ 57″ E / 41.5342835301428°N,1.14928022893528°E |           |                     | Modifica les dades a Wikidata |
|        | Torre del Sastre    | Ciutadilla | masia        |         | 41° 32′ 22″ N, 1° 08′ 10″ E / 41.5395545565663°N,1.13602711531652°E |           |                     | Modifica les dades a Wikidata |
|        | l'Hostal            | Ciutadilla | masia        |         | 41° 33′ 52″ N, 1° 07′ 49″ E / 41.5645252398699°N,1.13016460504964°E |           |                     | Modifica les dades a Wikidata |

## molí d'aigua
| imatge | Nom               | Ubicat a   | instància de | Detalls                                                  | coordenades                                                                                             | Protecció                                  | Commons (més fotos) | Dades a WD                    |
| ------ | ----------------- | ---------- | ------------ | -------------------------------------------------------- | --- | ------------------------------------------ | ------------------- | ----------------------------- |
|        | Molí del Convent  | Ciutadilla | molí d'aigua | Estil: arquitectura popular Estat: enderrocat o destruït | | bé integrant del patrimoni cultural català |                     | Modifica les dades a Wikidata |
|        | Molí del Florindo | Ciutadilla | molí d'aigua | Estil: arquitectura popular Estat: enderrocat o destruït | | bé integrant del patrimoni cultural català |                     | Modifica les dades a Wikidata |
|        | Molí del Macià    | Ciutadilla | molí d'aigua | Estil: arquitectura popular                              | 41° 32′ 03″ N, 1° 09′ 39″ E / 41.534125°N,1.160824°E                                                    | bé integrant del patrimoni cultural català |                     | Modifica les dades a Wikidata |
|        | Molí del Senyor   | Ciutadilla | molí d'aigua |                                                          | 41° 33′ 49″ N, 1° 08′ 25″ E / 41.5635075071007°N,1.14015959188095°E                                     |                                            |                     | Modifica les dades a Wikidata |
|        | Molí del Valls    | Ciutadilla | molí d'aigua | Estil: arquitectura popular                              | 41° 33′ 57″ N, 1° 07′ 51″ E / 41.565727°N,1.13074°E ca:Camí que surt de la rotonda del convent el Roser | bé integrant del patrimoni cultural català | Molí del Valls      | Modifica les dades a Wikidata |

## muntanya
| imatge | Nom                   | Ubicat a   | instància de | Detalls | coordenades                                                                        | Protecció | Commons (més fotos) | Dades a WD                    |
| ------ | --------------------- | ---------- | ------------ | ------- | ---------------------------------------------------------------------------------- | --------- | ------------------- | ----------------------------- |
|        | Tossal de les Forques | Ciutadilla | muntanya     |         | 41° 33′ 41″ N, 1° 07′ 53″ E / 41.5615°N,1.1315°E 520.3 msnm                        |           |                     | Modifica les dades a Wikidata |
|        | Tossal de les Penes   | Ciutadilla | muntanya     |         | 41° 34′ 11″ N, 1° 07′ 49″ E / 41.5696°N,1.13027°E 509.6 msnm                       |           |                     | Modifica les dades a Wikidata |
|        | Turó de l'Isidre      | Ciutadilla | muntanya     |         | 41° 31′ 00″ N, 1° 05′ 00″ E / 41.516666666666666°N,1.0833333333333333°E 685.7 msnm |           |                     | Modifica les dades a Wikidata |

## Misc
| imatge | Nom                           | Ubicat a                                                                | instància de                                   | Detalls                                                             | coordenades                                                                                           | Protecció                                            | Commons (més fotos)             | Dades a WD                    |
| ------ | ----------------------------- | ----------------------------------------------------------------------- | ---------------------------------------------- | ------------------------------------------------------------------- | --- | ---------------------------------------------------- | ------------------------------- | ----------------------------- |
|        | Casa de la Vila de Ciutadilla | Ciutadilla                                                              | casa consistorial                              | Estil: gòtic tardà                                                  | 41° 33′ 42″ N, 1° 08′ 21″ E / 41.561555555556°N,1.1391166666667°E 510 msnm                            | bé integrant del patrimoni cultural català           | Casa de la Vila de Ciutadilla   | Modifica les dades a Wikidata |
|        | Ciutadilla                    | Ciutadilla                                                              | entitat singular de població capital municipal | 194 hab                                                             | 41° 33′ 40″ N, 1° 08′ 22″ E / 41.56113°N,1.13935°E 507 msnm                                           |                                                      |                                 | Modifica les dades a Wikidata |
|        | Molí de Vent de Ciutadilla    | Ciutadilla                                                              | torre de sentinella                            | Estil: arquitectura popular                                         | 41° 33′ 36″ N, 1° 08′ 38″ E / 41.55996°N,1.14379°E                                                    | bé integrant del patrimoni cultural català           |                                 | Modifica les dades a Wikidata |
|        | Pou dels Plans de Sant Roc    | Ciutadilla                                                              | pou                                            | Estil: arquitectura popular                                         | | bé integrant del patrimoni cultural català           |                                 | Modifica les dades a Wikidata |
|        | San Roque                     | Ciutadilla                                                              | vèrtex geodèsic                                | Alt: 1.2m                                                           | 41° 32′ 32″ N, 1° 08′ 23″ E / 41.542134°N,1.1396°E 629.647 msnm                                       |                                                      |                                 | Modifica les dades a Wikidata |
|        | Sindicat Agrícola             | Ciutadilla                                                              | edifici                                        | Arquitecte: Cèsar Martinell i Brunet Estil: arquitectura modernista | 41° 33′ 43″ N, 1° 08′ 23″ E / 41.562023°N,1.139631°E                                                  | bé integrant del patrimoni cultural català           | Sindicat Agrícola de Ciutadilla | Modifica les dades a Wikidata |
|        | castell de Ciutadilla         | Ciutadilla                                                              | castell                                        | Estil: arquitectura gòtica arquitectura del Renaixement             | 41° 33′ 40″ N, 1° 08′ 27″ E / 41.56098889°N,1.140925°E ca:Carrer del Castell 540 msnm                 | bé d'interès cultural bé cultural d'interès nacional | Castell de Ciutadilla           | Modifica les dades a Wikidata |
|        | riu Corb                      | Noguera Segrià Conca de Barberà Pla d'Urgell Urgell província de Lleida | curs d'aigua                                   | Desemboca: Segre Llarg: 57km                                        | 41° 40′ 41″ N, 0° 42′ 45″ E / 41.678°N,0.71242°E 41° 32′ 33″ N, 1° 21′ 21″ E / 41.542506°N,1.355713°E |                                                      | Corb River                      | Modifica les dades a Wikidata |